# Helina bispina
Helina bispina este o specie de muște din genul Helina, familia Muscidae, descrisă de Xue, Wang și Tong în anul 2003. Conform Catalogue of Life specia Helina bispina nu are subspecii cunoscute.